# Czesław Stoba
Czesław Stoba – polski chirurg, profesor nauk medycznych.

## Życiorys
W 1958 r. ukończył studia w Akademii Medycznej w Gdańsku, w 1968 r. obronił pracę doktorską, w 1978 r. habilitował się. W 1990 r. uzyskał tytuł profesora nauk medycznych.
Został pracownikiem naukowym w Instytucie Pediatrii na Wydziale Lekarskim Akademii Medycznej w Gdańsku, oraz był prezesem Polskiego Towarzystwa Chirurgów Dziecięcych.